# 니구이전
"캐서린" 니 구이젠 (중국어: 倪桂珍, 병음: Ní Guìzhēn; 1868년 6월 22일 – 1931년 7월 23일), 니 구이젠으로도 표기되는은 중국의 기독교인 교육자이자 자선가로, 쑹자수의 아내이자 쑹 자매의 어머니였다.

## 어린 시절
1869년 6월 22일, 독실한 기독교 가정에서 촨사에서 태어난 그녀는 서양 과학과 가톨릭을 중국에 소개하는 데 중요한 역할을 한 명나라의 학자이자 천문학자인 서광계의 17대 후손이었다. 가톨릭 전통을 가진 니 가문은 저장성 위야오시에서 지배적인 가문이었다. 그녀의 할머니는 1859년 영국과 미국 선교사들의 영향을 받아 개신교로 개종했다. 그녀의 아버지인 니 윈산은 상하이에서 교육을 받고 그곳에서 개신교 목사가 된 독실한 신자였다.
니는 미국 선교사들이 설립한 선구적인 기관인 맥티어 여자학교에 다니면서 상하이에서 현대 교육을 받은 최초의 여성 중 한 명이었다. 영어에 능통하고 수학에 능숙하며 음악적 재능이 뛰어났던 그녀는 전통적인 성별 규범에 도전했으며, 특히 전족 관습을 삼갔다. 그녀의 진보적인 사고방식은 여성의 역할에 대한 전통적인 중국 관점에 도전할 수 있게 했다.

## 결혼과 선교 활동
니는 맥티어 여자학교에서 쑹자수를 만났다. 1887년, 니는 쑹자수와 결혼했다. 그들의 결혼은 주선된 결혼 전통에 따르기보다는 상호 존중과 협력을 추구했기 때문에 획기적인 것이었다. 그들은 함께 선교 활동, 자선 활동, 기업가 정신에 참여하며 상하이와 그 외 지역에 학교, 인쇄소, 사업체를 설립했다. 부부는 처음에는 쿤산시에서 선교 활동과 사업에 참여했고, 나중에 촨사에서 선교 활동을 계속했다.

## 쑹 자매의 어머니
어머니로서 니 구이젠은 저명한 쑹 자매(아이링, 칭링, 메이링)와 세 아들(그 중 두 명은 중화민국 정부에서 중요한 역할을 했다)을 포함한 여섯 자녀를 엄격하면서도 자상하게 양육한 것으로 칭송받았다. 쑹 아이링은 쑨원 밑에서 일한 후 1914년 쿵샹시와 결혼했다. 쿵샹시는 중국에서 가장 부유한 사람이었으며, 나중에 중국 은행 총재, 재무 장관 및 중화민국 국무원 총리를 역임했다. 1915년 6월, 쑹칭링은 중국 공화국의 창시자인 쑨원과 결혼하기 위해 부모의 허락을 받기 위해 상하이로 돌아왔다. 그녀의 어머니인 니는 쑨원의 아들인 쑨커가 칭링보다 나이가 더 많다는 점을 지적하며 이 아이디어를 강력히 반대했다. 니와 쑹자수는 모두 칭링을 만류하기 위해 일본으로 갔지만, 그들의 노력에도 불구하고 니는 결국 쑨원을 용서하고 결혼을 받아들였다. 1927년, 쑹메이링은 장제스와 결혼하기 위해 어머니의 승인을 구했다. 처음에는 니가 결혼을 반대했지만, 장제스는 직접 일본으로 가서 그녀에게 호소했다. 조건으로 니는 장제스가 기독교로 개종할 것을 주장했고, 그는 이에 동의했다.

## 사망과 매장
1931년 7월 15일, 니는 쑹메이링과 쑹쯔량과 함께 휴가를 위해 상하이에서 칭다오로 배를 타고 이동했다. 칭다오에서 니는 쑹쯔원이 1930년에 구입한 엘리베이터가 있는 2층 빌라에 머물렀다. 이 빌라는 칭다오에서 엘리베이터가 설치된 최초의 거주지였다. 도착 직후 니는 중병에 걸렸다. 파버 병원에서 외국 의사들의 치료 시도에도 불구하고 그녀의 병은 고쳐지지 않았다. 7월 19일, 메이링은 상하이로 돌아왔다. 7월 23일, 아들 쑹쯔원에 대한 암살 시도 소식을 상하이 북역에서 들은 니는 뇌졸중으로 사망했다.
그녀의 관은 7일 동안 안뜰에 놓였고, 그 동안 많은 사람들이 그녀를 애도하러 왔다. 애도하는 사람들 중에는 저명한 당 지도자들, 고위 관리들, 칭다오 주둔 군 장교들, 그리고 저명한 사업가들이 포함되었다. 관이 옮겨질 때, 그녀의 맏아들 쑹쯔원을 포함한 64명의 운반팀이 운반했다. 쑹 자매와 다른 가족 구성원들은 행렬의 끝에서 마차를 타고 뒤따랐다. 후뤄위와 선훙례는 칭다오 시 정부와 동북 함대를 대표하여 중산로에서 두 번의 대규모 공개 애도식을 주최했다. 선은 나중에 관을 상하이로 다시 가져왔고, 1931년 8월 18일 상하이 국제 묘지에서 장례식이 거행되었다.

## 같이 보기
- 쑹 자매